# Im-Kopf-Lokalisation
Die Im-Kopf-Lokalisation, auch kurz IKL genannt, ist ein Sonderfall der akustischen Lokalisation durch einen Hörer. Während bei der normalen Lokalisation der Hörereignisort einer wahrgenommenen Schallquelle oder auch die Orte mehrerer Schallquellen als in der Umgebung des Hörers befindlich „wahr“genommen werden, scheinen unter bestimmten Umständen die Orte von Schallquellen im Kopf des Hörers zu liegen.
Da die IKL am häufigsten beobachtet wurde, wenn man Schallsignale über Kopfhörer darbot, wurde zunächst angenommen, dass die IKL damit im ursächlichen Zusammenhang stehe. Als Gründe wurden mangelnde Übertragungstreue der Kopfhörer und fehlender Anteil von Knochenschall angegeben. Das Fehlen einer Änderung des Hörereignisorts bei Kopfdrehungen (der Hörereignisort wandert mit) und das Fehlen einer Entfernungsinformation über die Kopfhörer werden als weitere Auslöser der IKL angesehen. Diese Erklärungen berücksichtigen nicht die Tatsache, dass IKL auch bei Beschallung mit weit entfernten Schallquellen (z. B. Lautsprechern) auftreten kann, insbesondere bei verpolter Abstrahlung zweier Lautsprecher.
Die Theorie der kopfhörerbedingten Entstehungsursache war hinfällig, als es gelang, bei Kopfhörer-Stereofonie mit Kunstköpfen auch Hörereignisorte außerhalb des Kopfes zu erzeugen, die der wirklichen Lokalisation entsprechen.
Neue Theorien gehen davon aus, dass bei jeder Lokalisation nicht nur das im Augenblick eintreffende Schallsignal ausgewertet wird, sondern vielmehr ein Vergleich mit erlernten und gespeicherten Reizmustern vorgenommen wird. Demnach kann IKL immer dann auftreten, wenn die Schallreize so geartet sind, dass sie keiner möglichen Schallquelle außerhalb des Kopfes zugeordnet werden können und/oder eine Adaptation auf einen Raum und mögliche in diesem befindliche Schallquellen nicht stattgefunden hat; wenn also der Hörer von einer Schallquelle und ihrer Situation überrascht wird.